# Amulie Janneh
Alhaji Amulie Janneh (* 1935 in Kaur Janneh Kunda; † 8. Dezember 2009 in Serekunda) war Gouverneur der gambischen Central River Region (CRR).

## Leben
Janneh, gelernter Apotheker, gehörte zunächst der People’s Progressive Party (PPP) an. Später war er unter Präsident Dawda Jawara bis 1994 zum Militärputsch unter der Führung von Yahya Jammeh Minister für Gemeinden und Landverwaltung (englisch Minister of Local Government and Lands). Nach 1996 schloss er sich der Partei Alliance for Patriotic Reorientation and Construction (APRC) an.
Janneh wurde von Präsident Yahya Jammeh zum Gouverneur ernannt, er ist seit 1996 der siebte Inhaber dieses Amtes. Im Juni trat Janneh wegen Krankheit vom Amt zurück, sein Nachfolger wurde Ganyie Touray. Er starb 2009 in der West Field Clinic in Serekunda.